# جيمس ويليام باين
جيمس ويليام باين هو سياسي كندي، ولد في 22 يونيو 1838 في Saint-Polycarpe, Quebec ‏ في كندا، وتوفي في 27 أكتوبر 1909. نشط حزبياً في حزب كندا المحافظ. وقد انتخب عضو مجلس العموم الكندي.